# Antonio Rotundo
Antonio Rotundo (Cursi, 13 settembre 1951) è un politico italiano.

## Biografia
Dopo aver aderito giovanissimo al Partito Comunista Italiano, a 23 anni viene eletto nel consiglio comunale di Cursi, dove ricopre la carica di assessore.
Nel 1980 varca le soglie di Palazzo dei Celestini, a Lecce, in qualità di consigliere provinciale, ricoprendo anche ruolo di capogruppo del PCI. Dopo la svolta della Bolognina confluisce nel PDS, di cui è il primo segretario provinciale leccese. Dal 1990 al 1995 è nuovamente consigliere comunale a Cursi.
Nel 1994 viene eletto Deputato. Nella XII legislatura fa parte della Commissione permanente Agricoltura.
Confermato anche alle elezioni politiche del 1996, nella XIII legislatura è componente della Commissione Trasporti, poste e telecomunicazioni. Nel 1998 confluisce nei Democratici di Sinistra. Viene infine rieletto una terza volta alla Camera nel 2001: nella XIV legislatura è componente della Commissione Difesa.
Nel corso degli anni in Parlamento, come primo firmatario, ha presentato 17 proposte di legge, una delle quali è stata assorbita dalla proposta divenuta legge 22 marzo 2001 n. 85 “Delega al Governo per la revisione del nuovo codice della strada”. Le altre sue proposte hanno riguardato: la gestione di servizi pubblici di enti locali a mezzo di società di capitali, la deducibilità delle spese per turismo in Puglia nell'anno 1997, l'occupazione nelle aree interessate dai patti territoriali e dai contratti d'area, il conferimento alle province di funzioni in materia di bonifica, il recupero e protezione del patrimonio urbanistico, rurale, architettonico ed artistico della città di Galatina, di Otranto e della Grecìa salentina e l'aumento del trattamento minimo di pensione per i coltivatori diretti, coloni e mezzadri. Conclude definitivamente la propria esperienza parlamentare nel 2006.
Nel 2007 aderisce al neonato Partito Democratico, nello stesso anno viene eletto consigliere comunale a Lecce, carica in cui viene confermato anche alle elezioni del 2012, del 2017 e del 2019.